# Cobitis vardarensis
Cobitis vardarensis é uma espécie de peixe actinopterígeo da família Cobitidae.
Apenas pode ser encontrada na Grécia.